# Legend Lake
Legend Lake is een plaats (census-designated place) in de Amerikaanse staat Wisconsin, en valt bestuurlijk gezien onder Menominee County.

## Demografie
Bij de volkstelling in 2000 werd het aantal inwoners vastgesteld op 1533.

## Geografie
Volgens het United States Census Bureau beslaat de plaats een oppervlakte van 53,1 km², waarvan 43,6 km² land en 9,5 km² water.

## Plaatsen in de nabije omgeving
De onderstaande figuur toont nabijgelegen plaatsen in een straal van 20 km rond Legend Lake.